# Marek Gatty-Kostyal
Marek Gatty-Kostyal (Bochnia, 20 de julho de 1886 — Cracóvia, 13 de setembro de 1965) foi um químico e farmacologista polonês. É conhecido por suas diversas contribuições à ciência farmacológica.